# Prefettura di Salé
La prefettura di Salé è una delle prefetture del Marocco, parte della Regione di Rabat-Salé-Kenitra.

## Geografia antropica

### Suddivisioni amministrative
La prefettura di Salé conta 6 quartieri (arrondissement) di Salé e 2 comuni:

#### Quartieri
- Bab Lamrissa
- Bettana
- Hssaine
- Layayda
- Tabriquet
- Hay Salam

#### Comuni
- Shoul
- Sidi Bouknadel